# Ciudad Madero
Ciudad Madero község és kikötőváros Mexikó Tamaulipas államának délkeleti részén, lakossága 2010-ben megközelítette a 200 000 főt. A jelentős olajiparral rendelkező település nevét Francisco Ignacio Madero, a mexikói forradalom kirobbantójának emlékére kapta.

## Földrajz

### Fekvése
Ciudad Madero a Pánuco folyó torkolatánál fekszik a Mexikói-öböl partján, Tamaulipas állam déli részén, Veracruz állam határán. Területe közel sík, legmagasabb pontja is csak néhány tíz méterrel van a tenger szintje felett. A Tampicóval egybeépült község szinte teljes területét a város foglalja el, illetve jelentős, körülbelül 5 km²-es területe van a Laguna Las Marismas nevű tónak, ami a település északi részén található.

### Éghajlat
A város éghajlata forró és főként a nyári-őszi hónapokban igen csapadékos. Minden hónapban mértek már legalább 33 °C-os hőséget, a rekord meghaladta a 43 °C-ot is. Az átlagos hőmérsékletek a januári 18,8 és az augusztusi 28,7 fok között váltakoznak, fagy rendkívül ritkán fordul elő. Az évi átlagosan 1134 mm csapadék időbeli eloszlása nagyon egyenetlen: a júniustól októberig tartó 5 hónapos időszak alatt hull az éves mennyiség közel 80%-a.
| Hónap                                   | Jan. | Feb. | Már. | Ápr. | Máj. | Jún. | Júl. | Aug. | Szep. | Okt. | Nov. | Dec. | Év   |
| --------------------------------------- | ---- | ---- | ---- | ---- | ---- | ---- | ---- | ---- | ----- | ---- | ---- | ---- | ---- |
| Rekord max. hőmérséklet (°C)            | 33,0 | 36,5 | 42,0 | 40,5 | 43,5 | 38,5 | 37,0 | 37,5 | 39,0  | 37,0 | 37,5 | 36,2 | 43,5 |
| Átlagos max. hőmérséklet (°C)           | 22,8 | 24,3 | 26,8 | 29,3 | 31,2 | 32,1 | 32,0 | 32,4 | 31,7  | 29,9 | 27,0 | 24,1 | 28,7 |
| Átlaghőmérséklet (°C)                   | 18,8 | 20,1 | 22,8 | 25,5 | 27,7 | 28,6 | 28,4 | 28,7 | 27,9  | 25,9 | 22,9 | 19,9 | 24,8 |
| Átlagos min. hőmérséklet (°C)           | 14,7 | 15,9 | 18,8 | 21,7 | 24,2 | 25,2 | 24,9 | 25,0 | 24,2  | 22,0 | 18,8 | 15,8 | 21,0 |
| Rekord min. hőmérséklet (°C)            | 1,0  | 3,0  | 8,0  | 12,0 | 15,8 | 20,0 | 20,5 | 19,5 | 16,5  | 9,0  | 6,0  | −1,5 | −1,5 |
| Átl. csapadékmennyiség (mm)             | 27   | 22   | 17   | 23   | 54   | 175  | 148  | 156  | 278   | 146  | 45   | 45   | 1134 |
| Forrás: Servicio Meteorológico Nacional |      |      |      |      |      |      |      |      |       |      |      |      |      |

## Népesség
A település népessége a közelmúltban folyamatosan növekedett:
| Év   | Lakosság |
| ---- | -------- |
| 1990 | 160 331  |
| 1995 | 171 091  |
| 2000 | 182 325  |
| 2005 | 193 045  |
| 2010 | 197 216  |

## Története
A település első lakója egy Cecilia Villarreal nevű nő volt, aki 1807-ben telepedett le itt és haláláig itt élt, lakóhelyét kezdetben Paso de Doña Ceciliának nevezték. Első férjét 1815-ben megölték, ettől kezdve az özvegy a munkának szentelte életét: utasok és áruk átkelését segítette a Pánuco folyón. Lassanként egyre többen gyűltek köré, így alakult ki a település. Casa de la Teja nevű, tágas háza az átutazók és arrierók (áruszállítók) szálláshelyévé alakult, 1829-ben pedig helyszíne volt a már függetlenné vált Mexikót védelmező harcosok és a Spanyolország által Isidro Barradas vezetésével indított visszahódítási hadjáratkísérlet résztvevői között történő összecsapásoknak. A település neve később Villa Cecilia lett, 1924-ben ilyen néven alakult meg a község is. 1930-ban emelték ciudad rangra, ezzel egy időben megkapta mai nevét Francisco Ignacio Madero forradalmár elnök tiszteletére.
Első olajfinomítóját, az Árbol Grandét 1921-ben alapították, az olajipar azóta is meghatározója a város fejlődésének.

## Turizmus, látnivalók

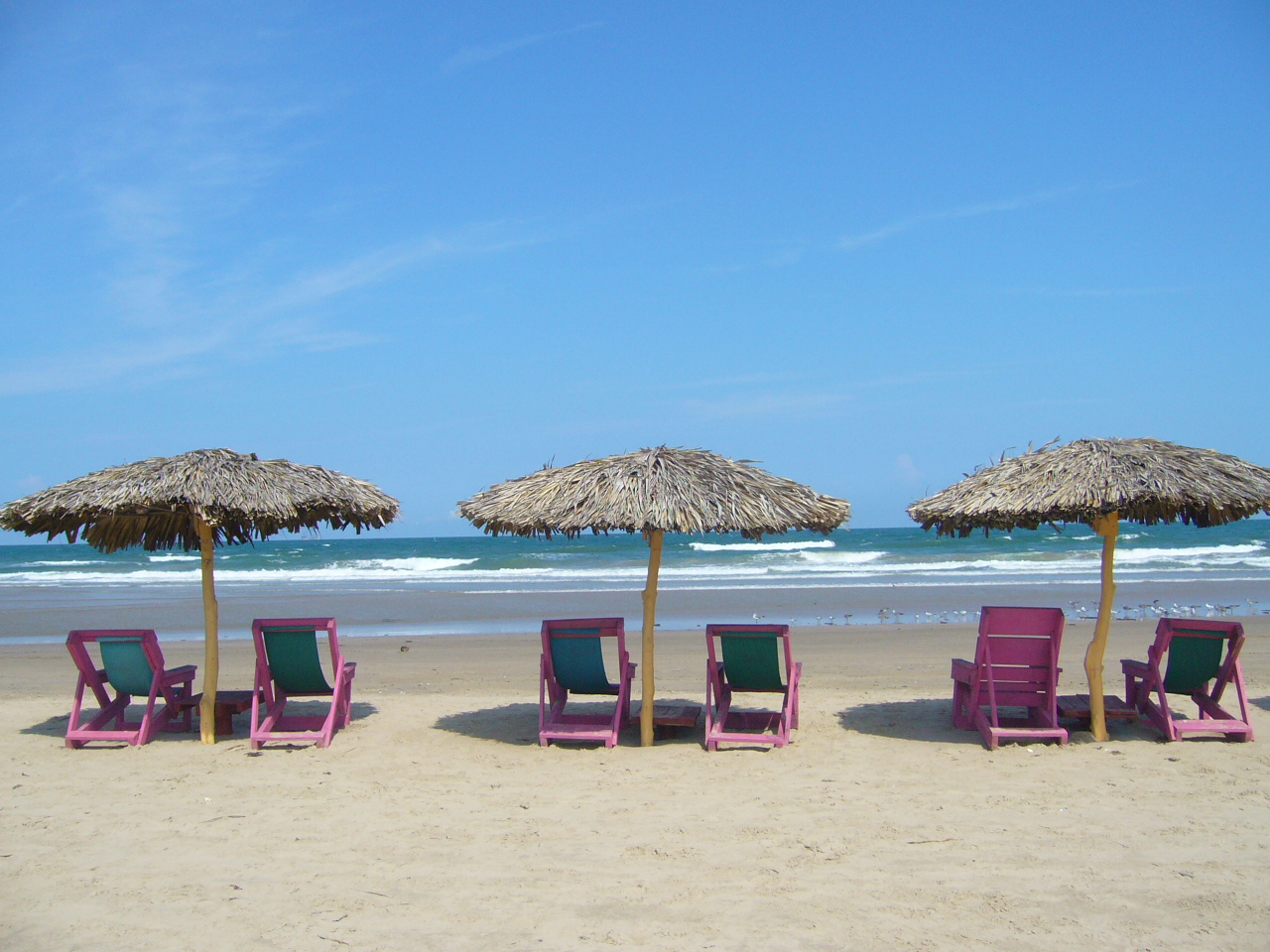
A Miramar tengerpart

Az iparváros turizmusának fő vonzerejét a Miramar tengerpart jelenti. Régi műemlékekben a település szegény, egyedül a 19. századi Jézus Szent Szíve-templom érdemel említést. A városban megtaláljuk Benito Juárez emlékművét csakúgy, mint a községi palotával szemben Francisco I. Maderóét. Múzeumában főként az ősi vaszték kultúra tárgyi emlékeivel ismerkedhet a látogató.